# Eudoksja Angelina
Eudoksja Angelina (gr. Ευδοκία Αγγελίνα; zm. ok. 1211)  – córka bizantyńskiego cesarza Aleksego III Angelosa i Eufrozyny Dukainy Kamateriny, w latach 1196–1198 żoną władcy Serbii Stefana II Nemanicza, w 1204 roku cesarzową bizantyńską.

## Życie
Eudoksja po raz pierwszy wyszła za mąż za Stefana Nemanicza, drugiego syna Stefana Nemanji, wielkiego żupana Serbii. Jej ojciec przebywał wówczas na wygnaniu w Syrii, władzę nad Cesarstwem sprawował stryj Izaak II Angelos. Cesarstwo po serii dotkliwych klęsk poniesionych z rąk serbskich, odniosło w końcu w 1190 roku zwycięstwo nad wojskami Stefana Nemanji nad rzeką Morawą. Zawarty wówczas traktat pokojowy został przez cesarza bizantyńskiego przypieczętowany ślubem bratanicy: Eudoksji z synem Stefana Nemanji i przyznaniem zięciowi tytułu sebastokratora. W kwietniu 1195 roku w wyniku zamachu władzę nad Cesarstwem objął ojciec Eudoksji Aleksy III. 25 marca 1196 roku sędziwy Nemanja zrzekł się władzy na rzecz swego syna sebastokratora Stefana i wstąpił do klasztoru. Wobec słabości Cesarstwa Stefan był zmuszony szukać pomocy, przeciw wspieranym przez króla Węgier braciom, w Rzymie. Nie zawahał się przed rozwodem z córką cesarską. Według historii opowiedzianej przez historyka Nicetasa Choniatesa po czerwcu 1198 roku skłóceni małżonkowie Eudoksja i Stefan, oskarżyli się wzajemnie o zdradę. Po rozwodzie Eudoksja wróciła do swego ojca do Konstantynopola.
W Konstantynopolu Eudoksja została kochanką Aleksego Dukasa zwanego Murzuflosem. Pod koniec czerwca 1203 roku pod Konstantynopol przybyli krzyżowcy upominający się o prawa do tronu cesarskiego syna Izaaka II, Aleksego. Po krótkim oblężeniu Aleksy III zbiegł z Konstantynopola zabierając ze sobą skarb, klejnoty koronne i ukochaną córkę Irenę. Przywrócony na tron stryj Eudoksji Izaak II I koronowany niewiele później na cesarza jego syn Aleksy utrzymali się przy władzy do 25 stycznia, kiedy to w wyniku przewrotu pałacowego rządy przejął kochanek Eudoksji Aleksy Murzuflos. Koronowany na cesarza 5 lutego, opuścił Konstantynopol w nocy z 12 na 13 kwietnia, po kilkudniowym oblężeniu, zabierając ze sobą Eudoksję i jej matkę Eufrozynę. Zbiegowie udali się do Mosynopolis w Tracji do cesarza wygnańca Aleksego III. W Mosynopolis Eudoksja za zgodą ojca poślubiła Aleksego Murzuflosa. Jednakże latem, kiedy kalkulacje związane z osobą Murzuflosa okazały się pomyłką, Aleksy III kazał oślepić zięcia w łaźni. Jesienią 1204 roku Mosynopolis zaatakowali dowodzeni przez Bonifacego z Montferratu krzyżowcy. Aleksy III z rodziną wycofał się do Tesaloniki, a stamtąd do rządzonej przez Leona Sgurosa Tesalii. Niewidomego Murzuflosa pojmali łacinnicy w okolicach Mosynopolis. Został przewieziony do Konstantynopola, osądzony za zamordowanie swego poprzednika, Aleksego IV, i stracony w grudniu 1205 roku.
Eudoksja Angelina wyszła po raz trzeci za mąż za archonta Leona Sgurosa, władającego utworzonym przez siebie państwem w środkowej Grecji. Jeszcze pod koniec 1204 roku Tesalię zaatakował Bonifacy z Montferratu. Nadzieje pokładane przez Aleksego III w Sgurosie i tym razem okazały się płonne. Sguros utracił kolejno Tesalię, Beocję i Attykę. W Tebach do niewoli dostali się Aleksy III i Eufrozyna. Leon z Eudoksją zamknęli się w twierdzy akrokorynckiej. Leon Sguros zmarł w oblężonej twierdzy w 1210 roku. Eudoksja przeniosła się pod koniec życia do Nicei na dwór swej siostry Anny, cesarzowej nicejskiej, gdzie zmarła około 1211 roku.

## Związki rodzinne
| Imię                                                                             | Lata życia | 1 małżeństwo                     | 2 małżeństwo                    | 3 małżeństwo                | Uwagi                      |
| -------------------------------------------------------------------------------- | ---------- | -------------------------------- | ------------------------------- | --------------------------- | -------------------------- |
| Dzieci Aleksego III Angelosa 1153–1211 – ojca                                    |            |                                  |                                 |                             |                            |
| Z Eufrozyną Dukainą Kamateriną poślubioną w 1169 roku                            |            |                                  |                                 |                             |                            |
| Irena Angelina                                                                   |            | z Andronikiem Kontostefanosem    | z Aleksym Paleologiem           |                             | babka Michała Paleologa    |
| Anna Angelina                                                                    | 1176–1212  | z Izaakiem Komnenem do 1195      | z Teodorem Laskarysem 1200–1212 |                             | cesarzowa nicejska od 1205 |
| Eudoksja Angelina                                                                | zm. 1211   | ze Stefanem Nemaniczem 1190–1198 | z Aleksym Murzuflosem w 1204    | z Leonem Sgurosem 1204–1210 |                            |
| Dzieci Izaaka II Angelosa 1156–1204 – stryja                                     |            |                                  |                                 |                             |                            |
| Z Heriną (Ireną) prawd. Paleologiną (oddaloną lub zmarłą najpóźniej w 1185 roku) |            |                                  |                                 |                             |                            |
| Eufrozyna Angelina                                                               |            |                                  |                                 |                             | wstąpiła do zakonu         |
| Irena Angelina                                                                   | 1181–1208  | z Rogerem Sycylijskim w 1193     | z Filipem Szwabskim 1197–1208   |                             |                            |
| Aleksy IV Angelos                                                                | 1182–1204  |                                  |                                 |                             | cesarz 1203–1204           |
| Z Małgorzatą Węgierską poślubioną w lutym 1186 roku                              |            |                                  |                                 |                             |                            |
| Jan Angelos                                                                      | 1193–1259  |                                  |                                 |                             | władał Syrmią i Bač;       |
| Manuel Angelos                                                                   | 1195–1212  |                                  |                                 |                             |                            |

Z małżeństwa ze Stefanem Nemaniczem Eudoksja miała dwie córki, których imiona nie są znane i trzech synów:
- Stefana Radosława, króla Serbii,
- Stefana Władysława, króla Serbii,
- Przedzisława (arcybiskupa Sawę II)